# Валравен ван Хал
Валравен (Вали) ван Хал (хол. Walraven van Hall; Амстердам, 10. фебруар 1906 — Харлем, 12. фебруар 1945) је био холандски банкар и један од лидера покрета отпора током окупације Холандије у Другом светском рату. Он је био оснивач банке покрета отпора, која је служила за финансирање жртава нацистичке окупације и активности покрета отпора. Његов старији брат је био Гијс ван Хал, такође банкар и потоњи градоначелник Амстердама.

## Биографија

### Младост
Родио се у утицајној холандском породици. Најпре је учио за официра трговачке морнарице, али је морао да напусти ту идеју услед кратковидости. Преселио се 1929. године у Њујорк. Његов старији брат Гијс ван Хал му је тада помогао да нађе банкарски посао на Вол стриту. Са тим искуством, ван Хал се враћа у Холандију и наставља да се бави банкарским и брокерским послом.

### Други светски рат
После немачке инвазије на Холандију у мају 1940. године, организовао је помоћ за породице трговачких морнара, који су остали у иностранству након окупације. Заједно са братом Гијсом, наставио је да ради као банкар и организовао илегалну банку, чијим је средствима најпре помагао породице морнара, уз гаранције холандске владе у емиграцији, а како је растао немачки прогон Јевреја и одвођење на принудни рад, ван Хал је почео преусмеравати средства на активности покрета отпора.
Ван Хал је новац успео да прикупља „пљачком“ Холандске банке, из које је извукао око 50 милиона холандских гулдена, што је 2010. године била вредност око пола милијарде евра. Уз братову помоћ, фалсификовао је банкарске обвезнице и заменио их у банци за оригинале. Све то је учињено иза леђа, али практично пред очима Мејнауда Роста ван Тонингена, члана Национал-социјалистичког покрета у Холандији који се налазио на челу националне банке.
Такође, ван Хал је новац прикупљао и од богатих Холанђана, а као потврду о примљеном новцу је давао обезвређене старе деонице, које су након рата могле бити размењене за вредносне папире у оптицају.

### Хапшење и смрт
Претпоставка немачких окупационих власти о постојању илегалне банке је дуго постојала, међутим никада нису нашли везу са ван Халом. Дана 27. јануара 1945. године, организован је састанак покрета отпора на којем је требало и он да присуствује, а за који су Немци знали услед издаје једног члана покрета отпора и припремили су заседу. Како је под тортуром попустио један члан покрета, открио је да ван Хал стоји иза свега.
Ван Хал је погубљен 12. фебруара 1945. године у Харлему. Сахрањен је у Овервену.

## Признања
Холандска влада је ван Хала постхумно одликовала Крстом отпора 1940-1945. Сједињене Америчке Државе су му доделиле Председничку медаљу слободе. Израел му је 1978. године доделио звање Праведник међу народима, за финансирање и помоћ у чувању између 800 и 900 Јевреја.
У близини холандске централне банке у Амстердаму му је 2010. године подигнут споменик.

## Одликовања
- Крст отпора 1940-1945 (Холандија)
- Председничка медаља слободе (САД)